# Distretto di Viseu
Il distretto di Viseu è un distretto del Portogallo continentale, appartenente, per la maggior parte, alla provincia tradizionale della Beira Alta, ma che comprende anche comuni del Douro Litorale (Douro Litoral) e del Trás-os-Montes e Alto Douro. Confina con i distretti di Porto, Vila Real e Bragança a nord, di Guarda a est, di Coimbra a sud e di Aveiro a ovest. La superficie è di 5.007 km² (9º maggior distretto portoghese), la popolazione residente (2001) è di 394.927 abitanti. Capoluogo del distretto è Viseu.
Il distretto di Viseu è diviso in 24 comuni:
- Armamar
- Carregal do Sal
- Castro Daire
- Cinfães
- Lamego
- Mangualde
- Moimenta da Beira
- Mortágua
- Nelas
- Oliveira de Frades
- Penalva do Castelo
- Penedono
- Resende
- Santa Comba Dão
- São João da Pesqueira
- São Pedro do Sul
- Sátão
- Sernancelhe
- Tabuaço
- Tarouca
- Tondela
- Vila Nova de Paiva
- Viseu
- Vouzela

Nell'attuale divisione principale del paese, il distretto è diviso tra le regioni Centro e Nord (Norte). I comuni della regione Centro, insieme ad un comune del distretto di Guarda, costituiscono la subregione di Dão-Lafões, mentre i comuni della regione Nord si dividono tra le subregioni del Tâmega e del Douro. In sintesi:
- Regione Nord
  - Douro
    - Armamar
    - Lamego
    - Moimenta da Beira
    - Penedono
    - São João da Pesqueira
    - Sernancelhe
    - Tabuaço
    - Tarouca

  - Tâmega
    - Cinfães
    - Resende
- Regione Centro
  - Dão-Lafões
    - Carregal do Sal
    - Castro Daire
    - Mangualde
    - Mortágua
    - Nelas
    - Oliveira de Frades
    - Penalva do Castelo
    - Santa Comba Dão
    - São Pedro do Sul
    - Sátão
    - Tondela
    - Vila Nova de Paiva
    - Viseu
    - Vouzela